# 노즈콘

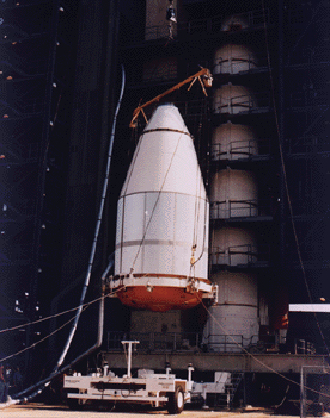
보이저 우주선의 노즈콘

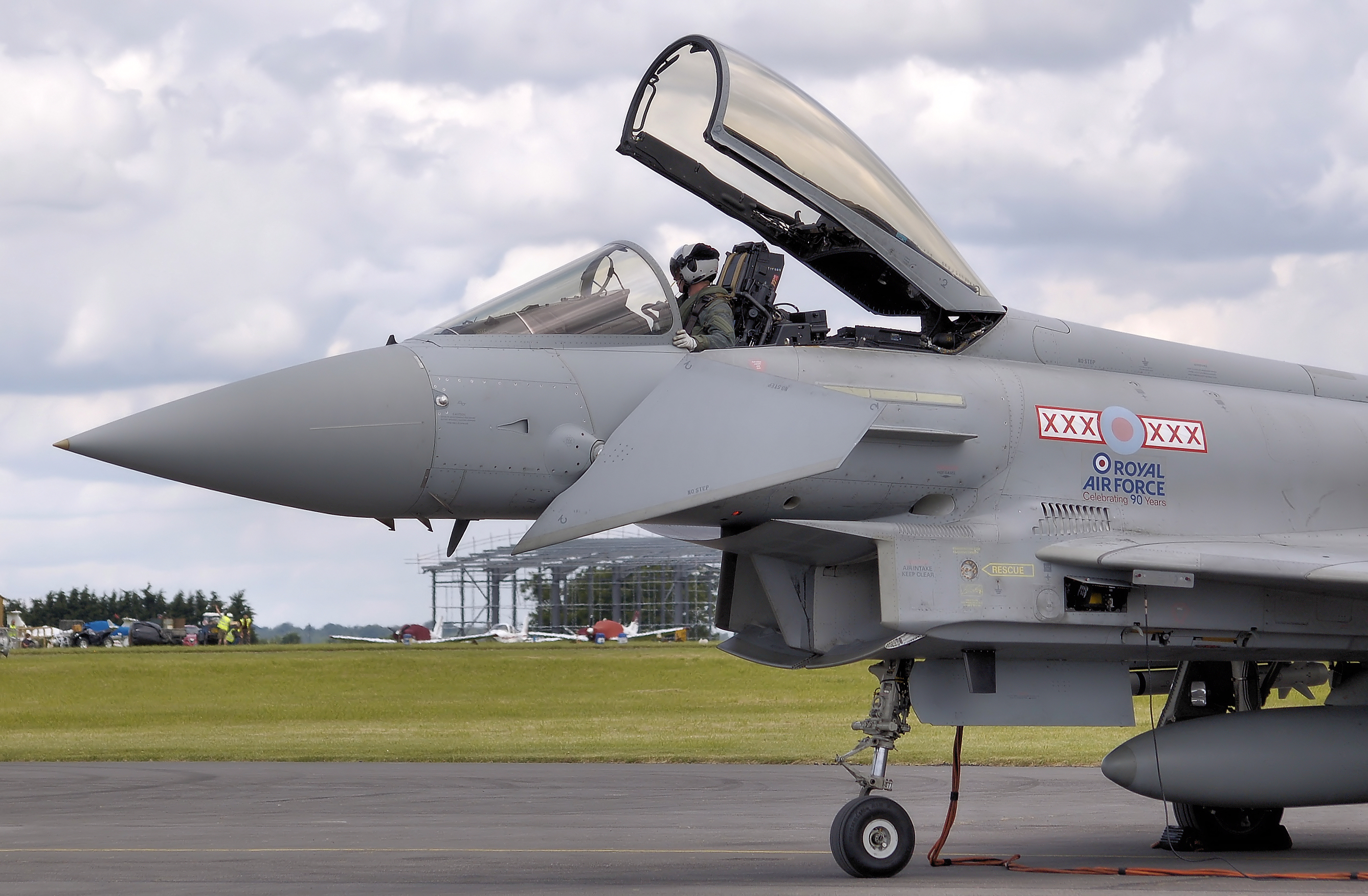
유로파이터 타이푼 전투기의 노즈콘

노즈콘(영어: nose cone)은 미사일, 로켓, 비행기 등의 맨 앞부분을 말한다. 공기역학적 저항이 적게끔 유선형에 뾰족하게 디자인된다.

## 로켓
ICBM이나 우주발사체에서는 대기권 재돌입시 열에 타지 않도록, 내열성 합금 제조기술이 필요하다.